# The Simpsons: Bart vs. the Space Mutants
The Simpsons: Bart vs. the Space Mutants is een computerspel gebaseerd op de animatieserie The Simpsons. Het spel werd ontwikkeld door Imagineering en Arc Developments, en in 1991 – 1992 uitgegeven door Acclaim Entertainment en Ocean Software.

## Platformen
Het spel werd oorspronkelijk uitgegeven voor de ZX Spectrum, Amstrad CPC, Commodore 64, Commodore Amiga en Atari ST door Ocean Software, en voor de NES door Acclaim Entertainment. Het spel kwam later ook uit voor de Sega Master System en Mega Drive door Acclaim.
Elke versie van het spel was hetzelfde, hoewel de 16 bit Sega versie iets betere graphics en geluid had.

## Verhaal
De speler neemt in het spel de rol aan van Bart Simpson, die als enige op de hoogte is van een alieninvasie. Hij moet voorkomen dat de aliens de materialen voor hun superwapen verzamelen. In elk level moet Bart een speciaal voorwerp vinden, en een eindbaas verslaan.
De eindbazen zijn net als de levels bekend voor fans van de Simpsons animatieserie. Ook is enkele humor uit de serie in het spel verwerkt, zoals een neptelefoontje van Bart naar Moe.
Bart heeft maar een lage energiemeter en kan slechts twee vijandelijke aanvallen weerstaan voor hij een leven verliest.
Het voornaamste wapen in het spel zijn röntgenbrillen die onthullen welke inwoners van Springfield mensen zijn, en welke aliens in vermomming. Door letters te verzamelen kan Bart een extra familielid erbij roepen voor het gevecht met de eindbaas.

## Kritiek
Het spel werd niet al te positief ontvangen, en was maar een klein financieel succes. Vooral het plot sprak veel mensen niet aan. Anderen vonden het spel te moeilijk.

## Ontvangst
| Beoordeeld door         | Platform           | Datum            | Score |
| ----------------------- | ------------------ | ---------------- | ----- |
| VideoGame               | NES                | juni 1991        | 100%  |
| Total!! UK Magazine     | NES                | januari 1992     | 81%   |
| Entertainment Weekly    | NES                | 12 april 1991    | 75%   |
| ST Format               | Atari ST           | februari 1992    | 74%   |
| Atari ST User           | Atari ST           | augustus 1993    | 70%   |
| Nintendo Power Magazine | NES                | april 1991       | 66%   |
| 1UP!                    | SEGA Master System | 12 december 2010 | 55%   |
| Power Play              | DOS                | april 1992       | 51%   |
| 1UP!                    | NES                | 19 maart 2010    | 48%   |
| Sega Force              | Sega Mega Drive    | november 1992    | 40%   |

Homer Simpson · Marge Simpson · Bart Simpson · Lisa Simpson · Maggie Simpson · Abraham Simpson · Patty en Selma Bouvier · Jacqueline Bouvier · Mona Simpson · Santa's Little Helper · Snowball II · Familie Bouvier
Jasper Beardley · Comic Book Guy · Eddie en Lou · Maude Flanders · Ned Flanders · Professor Frink · Barney Gumble · Julius Hibbert · Lionel Hutz · Eerwaarde Lovejoy · Kapitein Horatio McCallister · Hans Moleman · Bleeding Gums Murphy · Apu Nahasapeemapetilon · Mayor Joe Quimby · Dr. Nick Riviera · Agnes Skinner · Cletus Spuckler · Squeaky Voiced Teen · Disco Stu · Moe Szyslak · Kirk Van Houten · Luann Van Houten · Chief Clancy Wiggum
Gary Chalmers · Rod en Todd Flanders · Jimbo Jones · Kearney · Edna Krabappel · Otto Mann · Nelson Muntz · Martin Prince · Seymour Skinner · Milhouse Van Houten · Ralph Wiggum · Groundskeeper Willie · andere studenten
Montgomery Burns · Carl Carlson · Lenny Leonard · Waylon Smithers
Itchy en Scratchy · Kent Brockman · Krusty de Clown · Troy McClure · Rainier Wolfcastle · Radioactive Man
Snake · Kang & Kodos · Sideshow Bob · Fat Tony
Treehouse of Horror
Bart vs. the World · Bart Simpson's Escape from Camp Deadly · The Simpsons Arcadespel · Bart vs. the Space Mutants · Bart's House of Weirdness ·Bart vs. The Juggernauts · Krusty's Fun House · Bartman Meets Radioactive Man · Bart's Nightmare · The Itchy and Scratchy Game · Virtual Bart · Bart and the Beanstalk · Itchy & Scratchy in Miniature Golf Madness · Cartoon Studio · Virtual Springfield · Night of the Living Treehouse of Horror · Bowling · Wrestling · Road Rage · Skateboarding · Hit & Run · The Simpsons Game · The Simpsons: Tapped Out
The Simpsons · The Simpsons Pinball Party
Strips: Simpsons Comics · Bart Simpson serie · Itchy & Scratchy Comics · Bart Simpson's Treehouse of Horror · Futurama/Simpsons Infinitely Secret Crossover Crisis
Tijdschrift: Simpsons Illustrated
Boeken: Bart Simpson's Guide to Life · Family Album · Library of Wisdom · Complete Guides · Planet Simpson · The Simpsons and Philosophy
Actiefiguurtjes: World of Springfield
The Simpsons Movie
Bankgrap ·
Canyonero · 
D'oh! · 
Duff Beer · 
Schoolbordgrap · 